# Schönau (Tiefenbach)

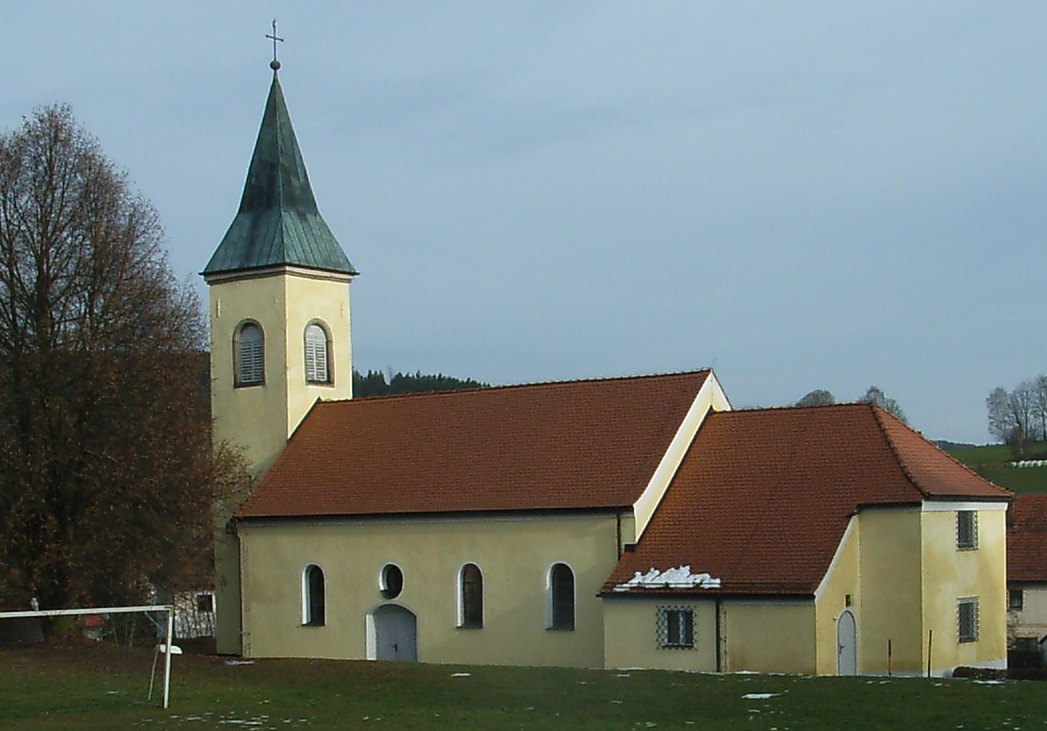
Schönau Kirche St. Laurentius

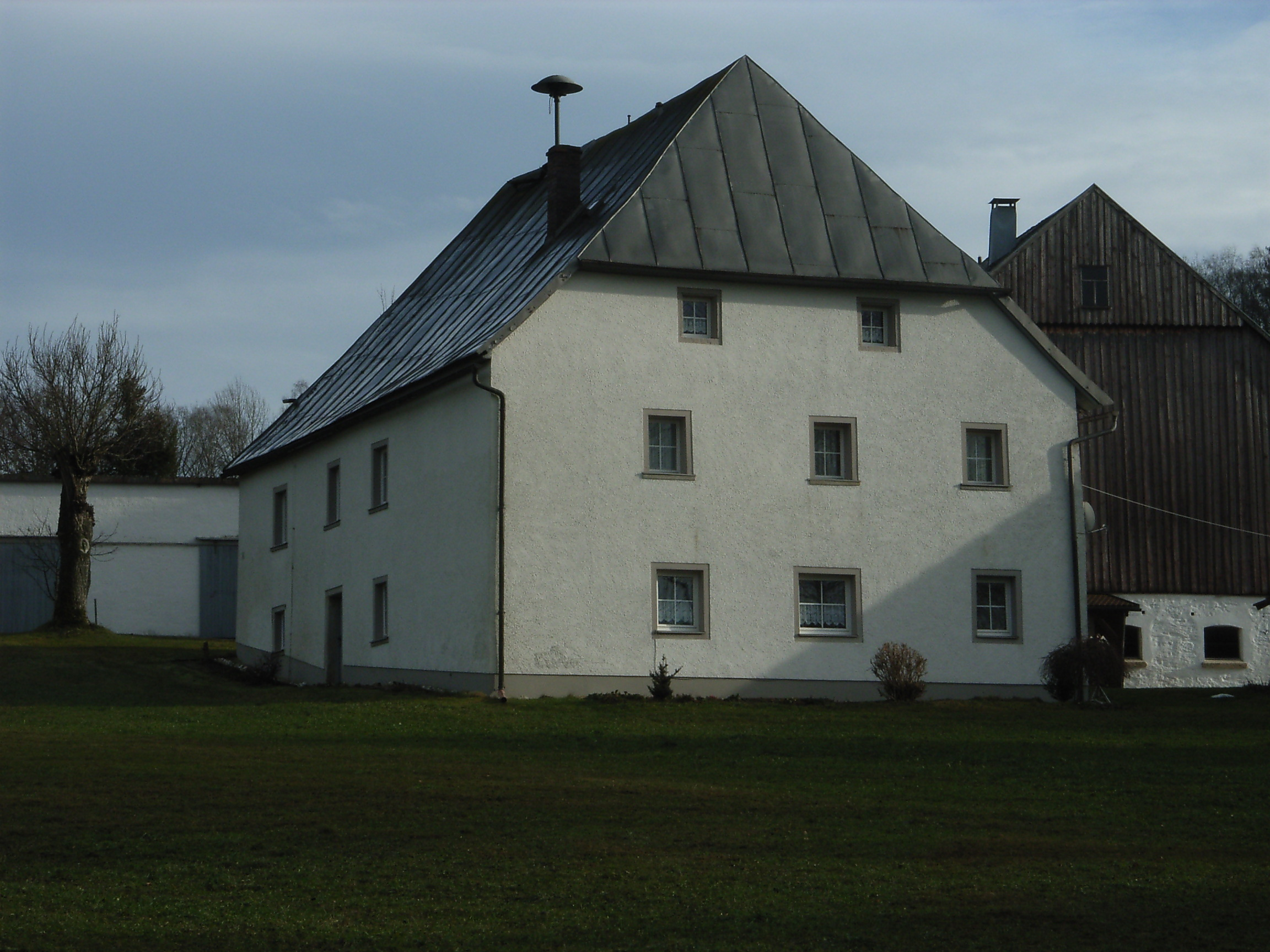
Schönau Hüttenhof

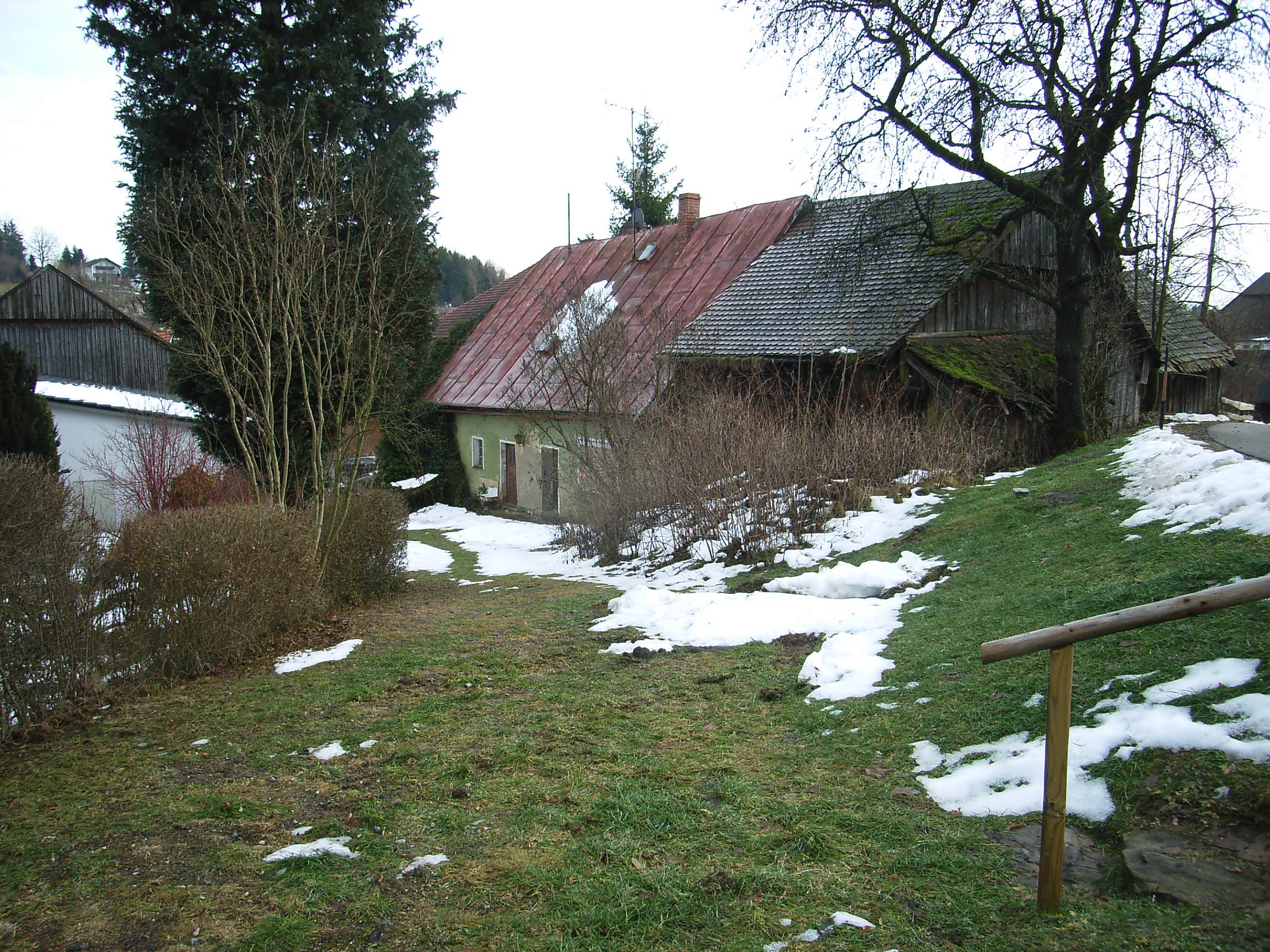
Schönau Wohnhaus

Schönau ist ein Kirchdorf in der Gemeinde Tiefenbach im Oberpfälzer Landkreis Cham in Bayern. Sie ist die nordöstlichste Ortschaft im Naturpark Oberer Bayerischer Wald. 

## Geographie
Die Gemarkung Schönau grenzt an die Gemarkungen Breitenried, Hannesried und Tiefenbach, an die Gemeinden Weiding und Stadlern im Landkreis Schwandorf, sowie an Rybník nad Radbuzou (Waier) und Nemanice (Wassersuppen) im Okres Domažlice (Tschechien). Der Ort liegt am Hüttenbach, der im Volksmund Perlbach (Flussperlmuschel) genannt wird, und an der Bayerischen Schwarzach auf 526 m über NN.

## Geschichte
Bis zur Gebietsreform 1972 war Schönau eine eigene Gemeinde im ehemaligen Landkreis Oberviechtach, wozu auch die Ortschaft Charlottenthal gehörte (jetzt Gemeinde Stadlern, Landkreis Schwandorf). Die Eingliederung in die heutige Gemeinde Tiefenbach erfolgte zum 1. Juli 1974.

## Baudenkmäler
- Filialkirche St. Laurentius in Schönau: giebelständiger Saalbau mit Satteldach, eingezogener Apsis und Fassadenturm mit Spitzdach, erbaut 1836[3], Choranbau 1954[4] Die Kirche wurde 2003 renoviert. Der Altarraum und das Altarbild wurden vom Neustädter Künstler Max Fischer gestaltet.[5]
- Bauernhof Hüttenhof in Schönau: zweigeschossiger Halbwalmdachbau um 1600 und Schafstall mit Heuboden, traufständiger Satteldachbau, Blockbaukniestock, wohl 19. Jahrhundert.[6]
- Wohnhaus, Dorfstraße 13, eingeschossiger und giebelständiger Halbwalmdachbau, 1. Hälfte 19. Jahrhundert[7]

Siehe auch: Liste der Baudenkmäler in Schönau